# Liste der politischen Bezirke von Tirol

Die Lage Tirols innerhalb Österreichs

Die Liste der politischen Bezirke von Tirol gibt einen Überblick über die neun Verwaltungsbezirke von Tirol, dem flächenmäßig drittgrößten Bundesland Österreichs. Ein Bezirk davon ist eine Statutarstadt, die Landeshauptstadt Innsbruck. Innsbruck ist zudem Sitz einer weiteren Bezirkshauptmannschaft, nämlich Innsbruck-Land.
In diesen neun Bezirken befinden sich insgesamt 277 politisch selbständige Gemeinden (Stand 1. Jänner 2022), davon sind:
- 245 Gemeinden,
- 20 Marktgemeinden und
- 12 Städte bzw. Stadtgemeinden.

## Die Bezirke in der Verwaltungsgliederung Tirols
Der auf die Fläche bezogen kleinste Bezirk ist die Statutarstadt Innsbruck mit 104,91 km², der größte ist der Bezirk Lienz (Osttirol) mit 2.020,08 km².
Wenn man die Einwohnerzahlen betrachtet, ist Reutte der mit 33.859 Einwohnern kleinste Bezirk, Innsbruck-Land mit 186.121 Einwohnern der größte. Der am dichtesten besiedelte Bezirk ist Innsbruck-Stadt mit 1.260 Einwohnern pro km², der am wenigsten dicht besiedelte ist Lienz mit 24 Einwohnern pro km².

## Städte, Gemeinden und Bemerkungen

### Legende
- Name: Name des Bezirks, eine Karte der Lage des Bezirks in Tirol, darunter das Kfz-Kennzeichen des Bezirks.
- Gemeinden: Die Gemeinden im Bezirk, aufgeteilt in Städte (Stadtgemeinden), Marktgemeinden und Gemeinden. In Klammer steht jeweils die Anzahl der Gemeinden dieses Typs inklusive der Bezirkshauptstadt.
- Bemerkung: Zusätzliche Informationen zum Bezirk wie etwa angrenzende Bezirke (in den Nachbarländern mit Bezirken vergleichbare Verwaltungseinheiten)

Hinweis: Durch klicken auf die Pfeile ist ein Navigieren zwischen der Gemeindeübersicht und den Daten zum Bezirk in beide Richtungen möglich.

### Liste der Bezirke
| Bezirksname, Lage und Kfz | Sitz der Bezirkshauptmannschaft, Städte, Marktgemeinden und Gemeinden | Bemerkung |
| ------------------------- | --- | --- |
| ⇓ Imst IM                 | Sitz der Bezirkshauptmannschaft Imst Städte (1) Imst Gemeinden (23) Arzl im Pitztal • Haiming • Imsterberg • Jerzens • Karres • Karrösten • Längenfeld • Mieming • Mils bei Imst • Mötz • Nassereith • Obsteig • Oetz • Rietz • Roppen • St. Leonhard im Pitztal • Sautens • Silz • Sölden • Stams • Tarrenz • Umhausen • Wenns | Der Namensgeber Imst ist der Verwaltungssitz und die einzige Stadt des Bezirks, welcher keine Marktgemeinden beheimatet. Der Bezirk grenzt im Westen an den Bezirk Landeck, im Osten an den Bezirk Innsbruck-Land, im Norden an den Bezirk Reutte und zu einem kleinen Teil an Bayern (Landkreis Garmisch-Partenkirchen) und im Süden an Südtirol. Der Bezirk gliedert sich in 24 Gemeinden. |
| ⇓ Innsbruck-Land IL       | Sitz der Bezirkshauptmannschaft Innsbruck Städte (1) Hall in Tirol Marktgemeinden (8) Fulpmes • Matrei am Brenner • Rum • Steinach am Brenner • Telfs • Völs • Wattens • Zirl Gemeinden (54) Absam • Aldrans • Ampass • Axams • Baumkirchen • Birgitz • Ellbögen • Flaurling • Fritzens • Gnadenwald • Götzens • Gries am Brenner • Gries im Sellrain • Grinzens • Gschnitz • Hatting • Inzing • Kematen in Tirol • Kolsass • Kolsassberg • Lans • Leutasch • Mieders • Mils • Mutters • Natters • Navis • Neustift im Stubaital • Obernberg am Brenner • Oberhofen im Inntal • Oberperfuss • Patsch • Pettnau • Pfaffenhofen • Polling in Tirol • Ranggen • Reith bei Seefeld • Rinn • St. Sigmund im Sellrain • Scharnitz • Schmirn • Schönberg im Stubaital • Seefeld in Tirol • Sellrain • Sistrans • Telfes im Stubai • Thaur • Trins • Tulfes • Unterperfuss • Vals • Volders • Wattenberg • Wildermieming | Der flächenmäßig zweitgrößte und bevölkerungsmäßig größte Bezirk Tirols umschließt die Statutarstadt Innsbruck und gliedert sich in 63 Gemeinden. Er grenzt im Westen an den Bezirk Imst, im Osten an den Bezirk Schwaz, im Norden an Bayern (Landkreis Garmisch-Partenkirchen) und im Süden an Südtirol (Bezirksgemeinschaft Wipptal). Im Bezirk Innsbruck-Land liegt Österreichs wichtigster und meistbefahrener Grenzübergang zu Italien (Brennerpass). Der Sitz der Bezirkshauptmannschaft ist in Innsbruck. |
| ⇓ Innsbruck-Stadt I       | Statutarstadt mit 9 Katastralgemeinden und Ortschaften Katastralgemeinden/Ortschaften (9) mit Stadtteilen in Klammern (20) Amras (Amras, Roßau) • Arzl (Arzl, Gewerbegebiet Mühlau/Arzl, Olympisches Dorf) • Hötting (Hötting, Höttinger Au, Hötting West, Hungerburg) • Igls • Innsbruck (Dreiheiligen-Schlachthof, Innenstadt, Mariahilf-St. Nikolaus, Saggen) • Mühlau (Mühlau, Gewerbegebiet Mühlau/Arzl, Hungerburg, Olympisches Dorf) • Pradl (Pradl, Reichenau) • Vill • Wilten (Wilten, Sieglanger-Mentlberg) | Die Landeshauptstadt Innsbruck wird komplett vom Bezirk Innsbruck-Land umschlossen. Mit 132.188 Einwohnern (Stand 2024) ist Innsbruck die bevölkerungsreichste Stadt Tirols und zugleich fünftgrößte Stadt Österreichs (nach Wien, Graz, Linz und Salzburg). In ihrem Ballungsraum leben rund 300.000 Menschen. |
| ⇓ Kitzbühel KB            | Sitz der Bezirkshauptmannschaft Kitzbühel Städte (1) Kitzbühel Marktgemeinden (3) Fieberbrunn • Hopfgarten im Brixental • St. Johann in Tirol Gemeinden (16) Aurach bei Kitzbühel • Brixen im Thale • Going am Wilden Kaiser • Hochfilzen • Itter • Jochberg • Kirchberg in Tirol • Kirchdorf in Tirol • Kössen • Oberndorf in Tirol • Reith bei Kitzbühel • St. Jakob in Haus • St. Ulrich am Pillersee • Schwendt • Waidring • Westendorf | Der Bezirk gliedert sich in 20 Gemeinden. Er umfasst das Brixental, das Leukental und das Pillerseetal, grenzt im Norden an Bayern (Landkreis Traunstein), im Westen an den Bezirk Kufstein und den Bezirk Schwaz und im Osten und Süden an den Bezirk Zell am See (Bundesland Salzburg). |
| ⇓ Kufstein KU             | Sitz der Bezirkshauptmannschaft Kufstein Städte (3) Kufstein • Rattenberg • Wörgl Marktgemeinden (2) Brixlegg • Kundl Gemeinden (25) Alpbach • Angath • Angerberg • Bad Häring • Brandenberg • Breitenbach am Inn • Ebbs • Ellmau • Erl • Kirchbichl • Kramsach • Langkampfen • Mariastein • Münster • Niederndorf • Niederndorferberg • Radfeld • Reith im Alpbachtal • Rettenschöss • Scheffau am Wilden Kaiser • Schwoich • Söll • Thiersee • Walchsee • Wildschönau | Der Bezirk gliedert sich in 30 Gemeinden. Er beheimatet den wichtigsten und meistbefahrenen Grenzpunkt Österreichs mit Deutschland (Kufstein-Kiefersfelden). Im Norden grenzt er an den Freistaat Bayern (Landkreis Miesbach, Landkreis Rosenheim und Landkreis Traunstein), im Südwesten an den Bezirk Schwaz und im Südosten an den Bezirk Kitzbühel. Mit 0,11 km² ist die hier beheimatete Stadt Rattenberg die flächenmäßig kleinste Gemeinde Österreichs und mit 464 Einwohnern (Stand 2024) kleinste Stadtgemeinde Österreichs.                                                                                |
| ⇓ Landeck LA              | Sitz der Bezirkshauptmannschaft Landeck Städte (1) Landeck Gemeinden (29) Faggen • Fendels • Fiss • Fließ • Flirsch • Galtür • Grins • Ischgl • Kappl • Kaunerberg • Kaunertal • Kauns • Ladis • Nauders • Pettneu am Arlberg • Pfunds • Pians • Prutz • Ried im Oberinntal • St. Anton am Arlberg • Schönwies • See • Serfaus • Spiss • Stanz bei Landeck • Strengen • Tobadill • Tösens • Zams | Der Bezirk gliedert sich in 30 Gemeinden und verfügt über keine Marktgemeinden. Er grenzt im Westen an den Bezirk Bludenz des Bundeslandes Vorarlberg, im Osten an den Bezirk Imst, im Norden an den Bezirk Reutte und im Süden an Graubünden (Schweiz) und Südtirol (Italien). |
| ⇓ Lienz (Osttirol) LZ     | Sitz der Bezirkshauptmannschaft Lienz Städte (1) Lienz Marktgemeinden (3) Matrei in Osttirol • Nussdorf-Debant • Sillian Gemeinden (29) Abfaltersbach • Ainet • Amlach • Anras • Assling • Außervillgraten • Dölsach • Gaimberg • Heinfels • Hopfgarten in Defereggen • Innervillgraten • Iselsberg-Stronach • Kals am Großglockner • Kartitsch • Lavant • Leisach • Nikolsdorf • Oberlienz • Obertilliach • Prägraten am Großvenediger • St. Jakob in Defereggen • St. Johann im Walde • St. Veit in Defereggen • Schlaiten • Strassen • Thurn • Tristach • Untertilliach • Virgen | Der Bezirk Lienz, mit 2.020,08 km² flächenmäßig der größte Bezirk Tirols und fünftgrößte Österreichs, ist durch einen etwa 9,5 km langen Streifen Südtiroler und Salzburger Gebiets (das Südtiroler Ahrntal) von Nordtirol getrennt und bildet eine Exklave des Bundeslands Tirol. Der Bezirk Lienz ist in der Bevölkerung unter dem Namen Osttirol bekannt, welcher nach dem Landesteil benannt ist. Osttirol grenzt an die Bundesländer Salzburg und Kärnten sowie die italienischen Regionen Trentino-Südtirol und Venetien. An der Landesgrenze zu Kärnten steht der höchste Berg Österreichs, der Großglockner. |
| ⇓ Reutte (Außerfern) RE   | Sitz der Bezirkshauptmannschaft Reutte Städte (2) Reutte • Vils Gemeinden (35) Bach • Berwang • Biberwier • Bichlbach • Breitenwang • Ehenbichl • Ehrwald • Elbigenalp • Elmen • Forchach • Gramais • Grän • Häselgehr • Heiterwang • Hinterhornbach • Höfen • Holzgau • Jungholz • Kaisers • Lechaschau • Lermoos • Musau • Namlos • Nesselwängle • Pfafflar • Pflach • Pinswang • Schattwald • Stanzach • Steeg • Tannheim • Vorderhornbach • Wängle • Weißenbach am Lech • Zöblen | Der Bezirk gliedert sich in 37 Gemeinden. Der Bezirk Reutte ist in der Bevölkerung auch unter dem Namen Außerfern bekannt. Er grenzt im Norden an Bayern (Landkreis Oberallgäu, Landkreis Ostallgäu und Landkreis Garmisch-Partenkirchen), im Süden an die Bezirke Landeck und Imst und im Westen an Vorarlberg (Bezirke Bregenz und Bludenz). |
| ⇓ Schwaz SZ               | Sitz der Bezirkshauptmannschaft Schwaz Städte (2) Schwaz Marktgemeinden (4) Jenbach • Mayrhofen • Vomp • Zell am Ziller Gemeinden (34) Achenkirch • Aschau im Zillertal • Brandberg • Bruck am Ziller • Buch bei Jenbach • Eben am Achensee • Finkenberg • Fügen • Fügenberg • Gallzein • Gerlos • Gerlosberg • Hainzenberg • Hart im Zillertal • Hippach • Kaltenbach • Pill • Ramsau im Zillertal • Ried im Zillertal • Rohrberg • Schlitters • Schwendau • Stans • Steinberg am Rofan • Strass im Zillertal • Stumm • Stummerberg • Terfens • Tux • Uderns • Weer • Weerberg • Wiesing • Zellberg | Der Bezirk gliedert sich in 39 Gemeinden. Im Westen grenzt er an den Bezirk Innsbruck-Land, im Osten an die Bezirke Kufstein, Kitzbühel und Zell am See (in Salzburg), im Norden an Bayern (Landkreis Garmisch-Partenkirchen, Landkreis Bad Tölz-Wolfratshausen und Landkreis Miesbach) und im Süden an Südtirol. Der Bezirk Schwaz beheimatet den größten See Tirols, den Achensee, welcher im größten und ältesten Naturschutzgebiet Tirols liegt, dem Naturpark Karwendel. |

## Daten

### Legende
B = Bezirk, S = Statutarstadt, ⇑ = Link zur oberen Tabelle
Einwohner- und Flächenzahlen laut Gebietsstand vom 1. Jänner 2022
- KZ: Nennt die Kennzahl des Bezirks bzw. des Bundeslandes
- Einwohner: Nennt die Anzahl der Einwohner des Bezirks bzw. der Statutarstadt (Stand 1. Jänner 2024)[5]
- Fläche in km²: Nennt die Fläche des Bezirks bzw. der Statutarstadt in Quadratkilometern (Stand 31. Dezember 2019)
- Dichte: Nennt die Bevölkerungsdichte des Bezirks (Einwohner pro Quadratkilometer).

### Liste
| KZ  | Name                | Einwohner | Fläche in km² | Dichte (Ew/km²) |
| --- | ------------------- | --------- | ------------- | --------------- |
| 702 | B ⇑ Imst            | 62.674    | 1.724,96      | 36              |
| 703 | B ⇑ Innsbruck-Land  | 186.121   | 1.990,17      | 94              |
| 701 | S ⇑ Innsbruck-Stadt | 132.188   | 104,91        | 1260            |
| 704 | B ⇑ Kitzbühel       | 66.059    | 1.163,30      | 57              |
| 705 | B ⇑ Kufstein        | 114.001   | 969,97        | 118             |
| 706 | B ⇑ Landeck         | 45.053    | 1.595,14      | 28              |
| 707 | B ⇑ Lienz           | 48.841    | 2.020,08      | 24              |
| 708 | B ⇑ Reutte          | 33.859    | 1.236,67      | 27              |
| 709 | B ⇑ Schwaz          | 87.174    | 1.843,18      | 47              |
| 7   | Tirol               | 775.970   | 12.648,37     | 61              |